# Хоан Кардона Мендес
Хоан Кардона Мендес (ісп. Joan Cardona Méndez, нар. 27 травня 1998) — іспанський яхтсмен, бронзовий призер Олімпійських ігор 2020 року.

## Виступи на Олімпіадах
| Олімпіада  | Дисципліна | Місце |
| ---------- | ---------- | ----- |
| Токіо 2020 | Фінн       | 3     |

## Зовнішні посилання
- Хоан Кардона Мендес на сайті World Sailing

1. ↑  https://www.olympedia.org/athletes/142562